# 曹振鐸
曹振铎（1907年—1973年），别号觉民，山东省夏津县城西王堂村人。黄埔四期，国民革命军中将。

## 生平
生于殷富之家。1924年从夏津县第一高等小学毕业后，考入东昌三中。1925年10月入黄埔军校第四期步兵科。1926年10月毕业后，分配到国民革命军第一军第一师第一团，历任见习官、排长、连长，随部队参加北伐战争。1927年9月1日，在南京东龙潭镇与孙传芳部作战被俘，回夏津老家闲居数月，又到徐州投奔李延年部，历任排长、 连长、少校副官、营长、中校團附等职。
1937年8月淞沪抗战，任第十八军第67师第199旅第398团团长，在罗店战斗负伤。升任第67师副师长。11月西撤至皖南归顾祝同指挥。1940年12月升第16师师长。1941年5月浙赣战役守衢州，阵地被突破，衢州失陷，曹振铎被撤职查办。
1946年6月任第十二军新编第36师（原为山东巨匪刘桂堂部）师长。1947年2月在莱芜战役中，该师在吐丝口被歼，化装成伙夫于2月23日下午逃回济南。任軍事委員會幹部訓練團第一大隊少將大隊長。王耀武重建嫡系第七十三军（整编第73师），任中将师长。1948年9月任济南东部地区指挥官，统一指挥整编73师的15旅、77旅，整编第2师的32旅及特务旅、保安旅等守军，9月24日济南战役结束后，潜逃至天津转南京。
1949年赴台，1951年任金門防衛司令部中將高級參謀、福建省反共救國軍總指揮部闽南粤东区中將總指揮官、國防部戰略計畫委員會中將委員

## 學歷
- 中央陸軍軍官學校第四期步科
- 陸軍步兵學校校官班第二期
- 革命實踐研究院第十九期
- 革命實踐研究院黨政軍聯合作戰研究班第二期